# Frank Witzel
Frank Witzel (ur. w 1955 w Wiesbaden) – niemiecki pisarz, ilustrator, prezenter radiowy i muzyk.

## Życiorys
Frank Witzel posiada wykształcenie muzyczne. Już od dzieciństwa uczył się gry na pianinie, wiolonczeli oraz gitarze klasycznej. Od 1975 r. publikował swoje wiersze w alternatywnych czasopismach naukowych, takich jak Das Nachtcafé, TJA czy też Machwerk.
Za swoją powieść Die Erfindung der Roten Armee Fraktion durch einen manisch-depressiven Teenager im Sommer 1969 otrzymał w 2012 r. nagrodę Robert-Gernhardt-Preis, a w roku 2015 Deutscher Buchpreis.